# ژوئی‌سانس
ژوئی‌سانس یا کِیف (به فرانسوی: Jouissance) در زبان فرانسوی به‌معنای تمتع، هم در برخورداری از حقوق و دارایی و هم رسیدن به ارگاسم جنسی است. این معنای دومِ ژوئی‌سانس در پساساختارگرایی به صورت‌های مختلف مورد توجه قرار گرفته است. ژاک لکان از جمله صاحب‌نظرانی است که بر این مفهوم تأکید دارد.
از دیدگاه فروید، ژوئی‌سانس به معنای لذتی است که به درد منتهی می‌شود و از دیدگاه ژاک لکان ژوئی‌سانس مفهومی بسیار پیچیده و به معنی لذت در درد می‌باشد.